# Anna Zakościelna
Anna Zakościelna – polska archeolog, profesor nauk humanistycznych.

## Życiorys
W 1979 ukończyła studia archeologiczne na Uniwersytecie Marii Curie-Skłodowskiej w Lublinie, w 1994 obroniła pracę doktorską pt. Krzemieniarstwo kultury wołyńsko-lubelskiej ceramiki malowanej, której promotorem był prof. Stefan Karol Kozłowski, w 2011 otrzymała stopień doktora habilitowanego. W 2021 uzyskała tytuł profesora nauk humanistycznych w dyscyplinie archeologia.
Pracuje na Uniwersytecie Marii Curie-Skłodowskiej w Lublinie.